# Средиземноморская пересмешка
Средиземноморская пересмешка (лат. Hippolais olivetorum) — певчая птица из семейства Acrocephalidae.

## Описание
Птица размером с воробья. Длина тела вместе с хвостом составляет около 15—18 см. Крыло самцов и самок 85—88,7 мм, хвост 67—74 мм, цевка 22—24 мм, клюв 18—21,2 мм. Половой диморфизм в размере и окраске отсутствует. Взрослая птица в весеннем оперении с буровато-серой спинной стороной. Беловатая надбровная полоса слабо выражена. Маховые перья тёмно-бурого цвета с узкой беловатой каймой на наружном опахале и широкими на внутренних. Рулевые перья тёмно-бурые. Наружные пары их с беловатой каймой на внешних опахалах, узкими в основной половине и расширяющимися от средины пера к вершине, где образуется широкое окаймление белого цвета. Нижняя сторона тела беловатая, бока с примесью буроватого. Радужина бурая. Надклювье буроватого цвета, подклювье желтоватое. Ноги сероватого цвета. Взрослые птицы в осеннем оперении окрашены несколько светлее, а кайма на маховых и рулевых перьях более узкие. Молодые птицы окрашены тусклее, перья их спины с оливковым оттенком.

## Голос
Голос — последовательность громких скрипов и криков. Сигнал тревоги — хриплый «керрекекекек».

## Ареал и места обитания
Ареал вида охватывает территорию от южной Хорватии, Албании, Ионических островов и Греции с Эгейскими островами до Турции, Сирии, севера Израиля и севера Ирана.
Известны залёты вида в Испании (Валенсия), Франции (Ницца), в Италии, а также на Лигурийское побережье и окрестности Бари в Англии. Приводится под знаком вопроса для Алупки в Крыму (Гебель, 1854) и для Южно-Каспийского участка Закаспия, но эти указания не подтверждены коллекционным материалом.
Перелетная птица, которая зимует в Южной Африке, где населяет саванны и области с растущими акациями и кустарниками. Отлет на юг происходит в конце июля — начале сентября, прилет на места гнездования — в начале мая — апреле.
Населяет открытые территории с отдельно стоящими деревьями, оливковые рощи, сады, плантации миндаля и др. в Европе.

## Биология

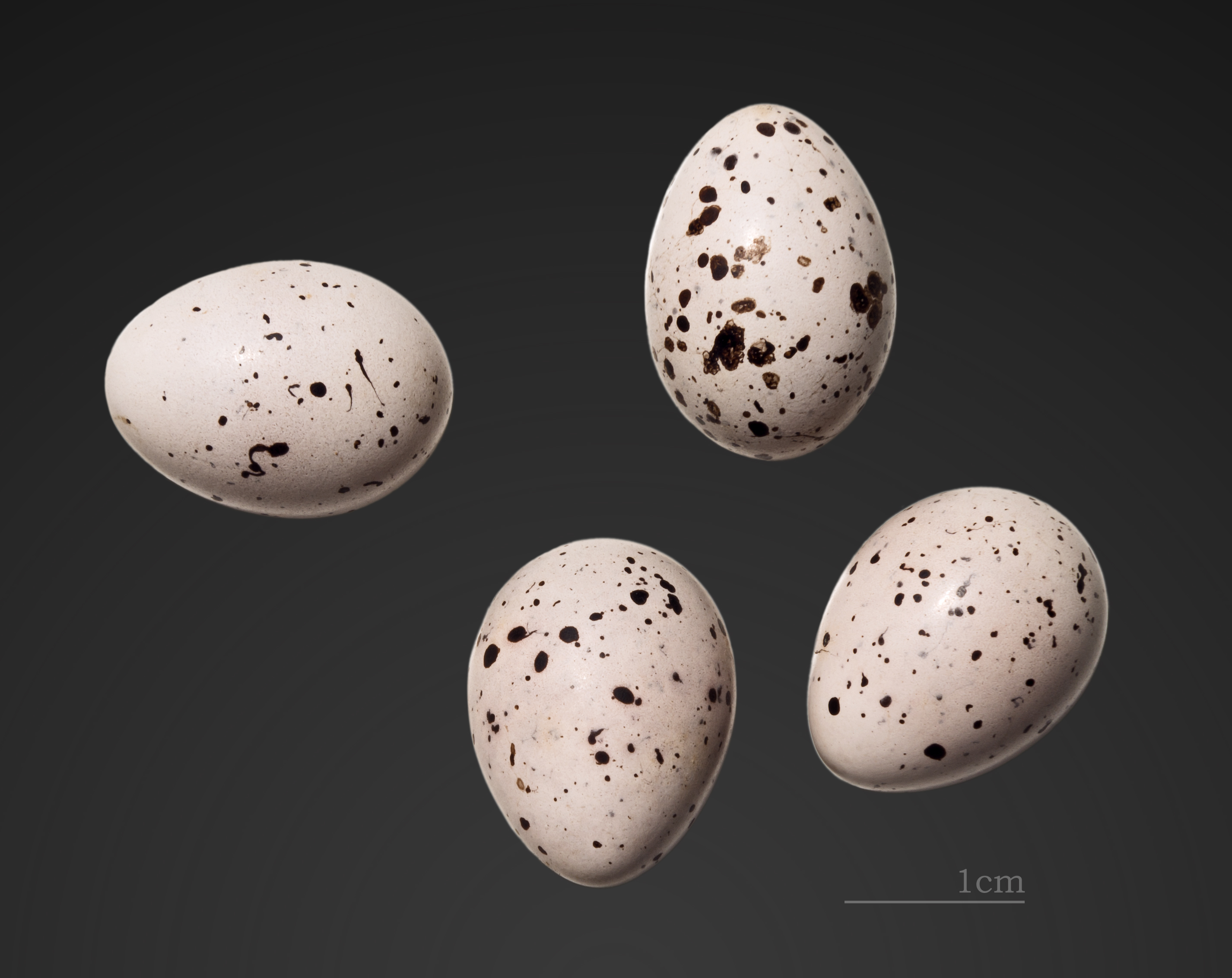
Яйца

Питается беспозвоночными. Птицы кормятся в ветвях деревьев и кустарников, изредка спускаются на землю. В конце лета в рацион добавляются семена, а осенью — ягоды.
Гнездо располагает на невысоких деревьях (маслина, пробковый дуб) или в кустарниках, на высоте 0,5-3 м над землей. Гнездо похоже на округлую глубокую чашу. Оно свито из травы, тонких веточек, полосок коры. Лоток выстлан мягкой травой, корешками и конским волосом. Обычно в кладке 3-4 яйца. Яйца насиживаются длится 12-13 дней. Оперяться птенцы начинают к 13 дням.